# Stelis mesohybos
Stelis mesohybos är en orkidéart som beskrevs av Rudolf Schlechter. Stelis mesohybos ingår i släktet Stelis och familjen orkidéer. Inga underarter finns listade i Catalogue of Life.